# سوسمار کپه‌داغ
سوسمار کپه‌داغ (نام علمی: Darevskia kopetdaghica)ف یک گونه سوسمار از سردهٔ Darevskia و بوم‌زاد ایران است.